# Erich Heckel

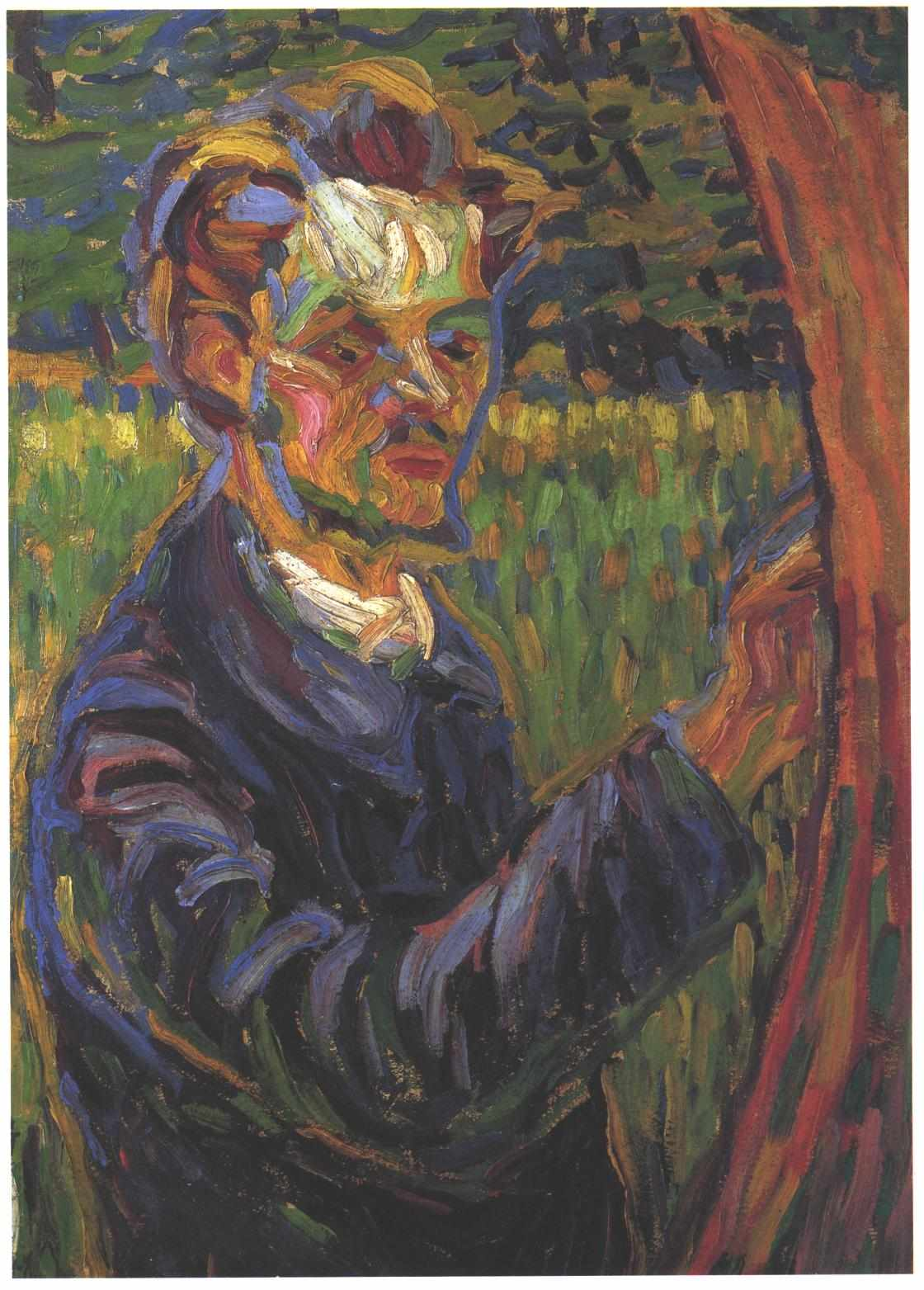
Erich Heckel an der Staffelei – Porträt von Ernst Ludwig Kirchner

Erich Heckel (* 31. Juli 1883 in Döbeln; † 27. Januar 1970 in Radolfzell am Bodensee) war ein deutscher Maler und Grafiker des Expressionismus.

## Leben

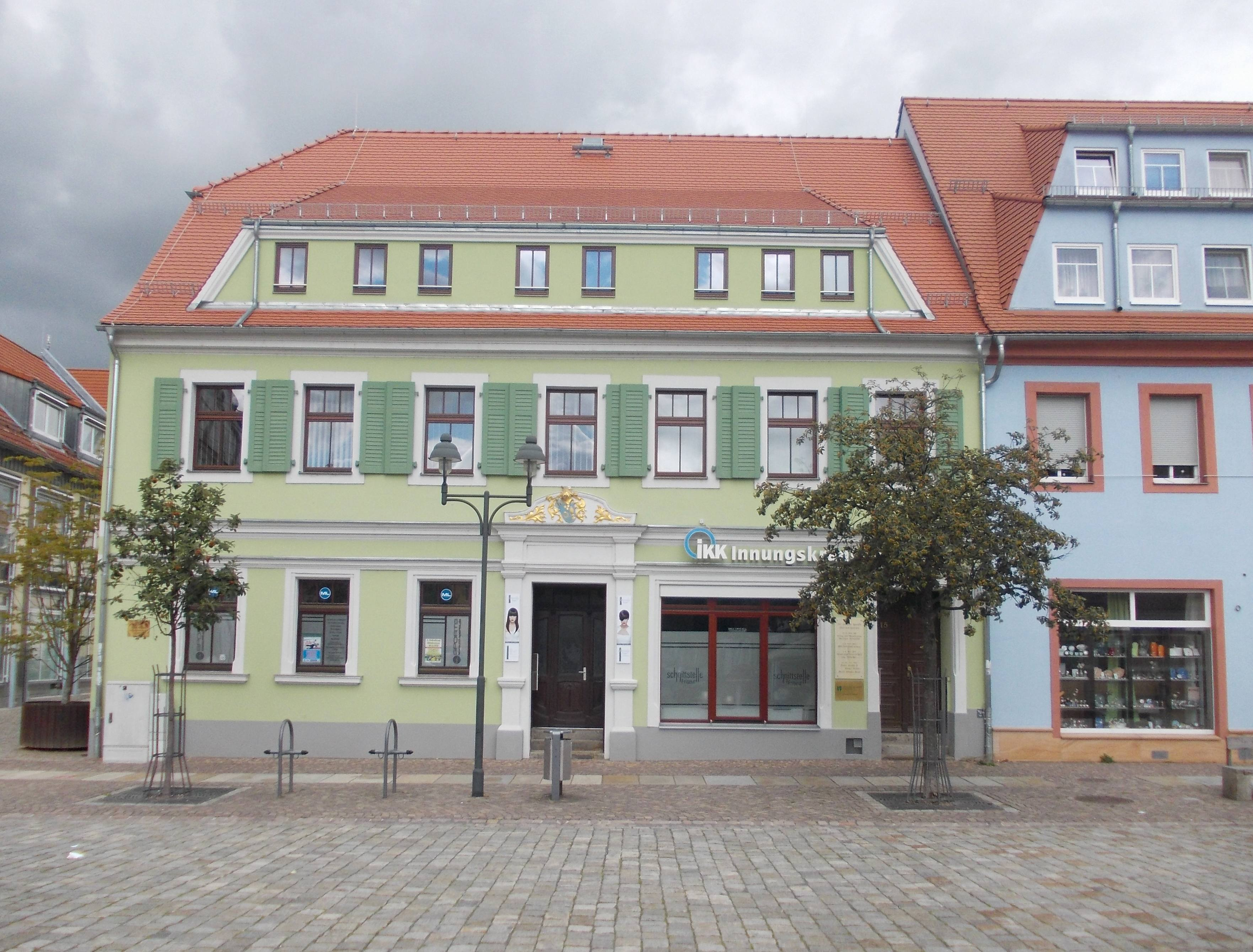
Heckels Geburtshaus am Niedermarkt in Döbeln

Erich Heckel war der Sohn eines Eisenbahnbauingenieurs. Zunächst begann er ein Architekturstudium in Dresden. Ursprünglich hegte er eher literarische Neigungen, bildete sich jedoch schließlich als Autodidakt zum Maler und Grafiker aus.

### Brücke-Maler
Im Juni 1905 gründete Heckel mit Ernst Ludwig Kirchner, Karl Schmidt-Rottluff und Fritz Bleyl (der 1907 wieder ausschied) in Dresden die Künstlergruppe Brücke, zu der später Max Pechstein, für kurze Zeit auch Emil Nolde und ab 1911 Otto Mueller hinzustießen. Fortan begann eine gemeinsame rege Ausstellungstätigkeit. Die Gruppe gewann in den folgenden Jahren sogenannte passive Mitglieder wie Gustav Schiefler und Rosa Schapire, die sich für sie einsetzten und erste Käufer ihrer Werke waren. Die passiven Mitglieder erhielten die alljährlich erscheinende Brücke-Mappe mit Originalgrafiken.
Von 1907 bis 1910 hielt er sich lange mit Schmidt-Rottluff in Dangast an der Nordsee auf; 1909 reiste er nach Italien. In Dresden ging er zeitweise eine enge Ateliergemeinschaft mit Kirchner ein. Das Atelier diente ihm als gestalteter Raum, in dem er die Utopie einer Einheit von künstlerischer Arbeit und Leben versuchte. Von 1909 bis 1911 verbrachte er mit Kirchner, gelegentlich auch mit Pechstein, sowie den Freundinnen und Modellen sommerliche Aufenthalte an den Moritzburger Teichen bei Dresden. Ihr Thema war der Akt in freier Bewegung in freier Natur. In dieser Zeit entwickelte sich ein ausgeprägter Gruppenstil.
Den Sommer 1911 verbrachte Heckel mit der Tänzerin Sidi Riha in Prerow an der Ostsee im „Landhaus Dorneneck“ in der Grünen Straße. Nur wenig entfernt hielten sich zur gleichen Zeit Marianne von Werefkin und Alexej Jawlensky, die der Neuen Künstlervereinigung München angehörten, auf. Sie wohnten in der ehemaligen „Villa Seestern“ in der Waldstraße.

### Berliner Zeit

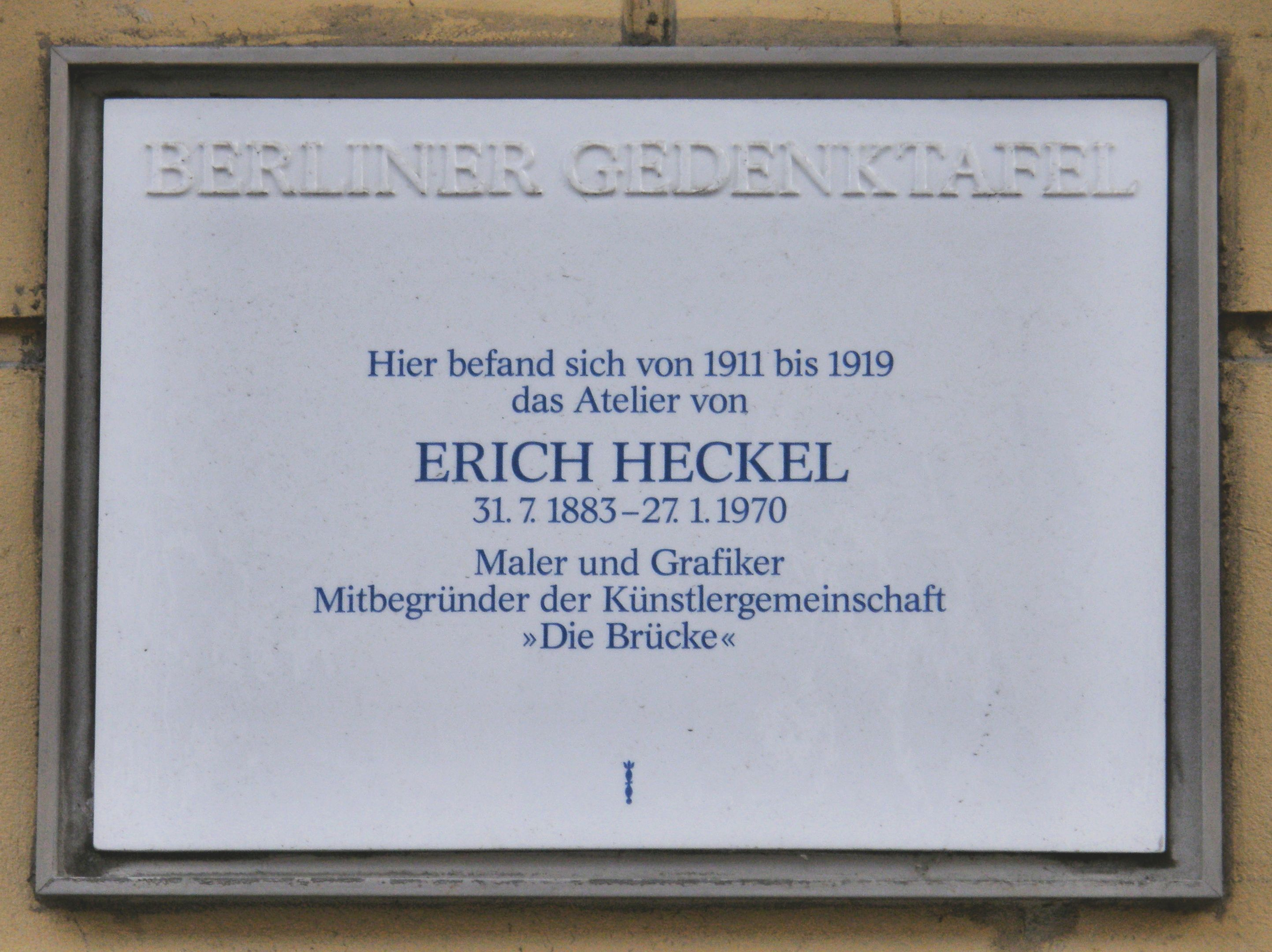
Berliner Gedenktafel für Heckel in der Steglitzer Markelstraße 60

Im Herbst 1911 zog er mit seiner späteren Frau Milda Frieda Georgi (Künstlername als Tänzerin Sidi Riha, Heirat 1915) zusammen und zog nach Berlin, wo sich die moderne Kunst in Deutschland konzentrierte und die entscheidenden Richtungskämpfe ausgetragen wurden, aus denen der Expressionismus als Sieger hervorging. Ins Jahr 1912 fallen Begegnungen und Freundschaften mit anderen Künstlern wie Lyonel Feininger, Franz Marc und August Macke. Die Brücke-Künstler nahmen an der großen Sonderbund-Ausstellung in Köln teil, wo sie sich zusammen mit den großen französischen Malern der Moderne präsentieren konnten.
Im Mai 1913 löste sich die Künstlergruppe Brücke auf. Heckels erste Einzelausstellung folgte bei Fritz Gurlitt in Berlin. Im selben Jahr begann eine lebenslange Freundschaft mit dem jungen Kunsthistoriker und Sammler Walter Kaesbach. Im Juni 1913 fand Heckel an der Flensburger Förde den Ort (das Dörfchen Osterholz), in dem er künftig die Sommer- und Herbstmonate verbrachte. 1914 hielt er sich längere Zeit bei dem Maler Heinrich Nauen in Dilborn am Niederrhein auf. Nach Beginn des Ersten Weltkriegs ließ er sich zum Krankenpfleger ausbilden. Zusammen mit einigen anderen Malern leistete er Sanitätsdienst in Flandern, meist in Ostende. Dort begegnete er Max Beckmann und James Ensor. Dank einer geschickten Diensteinteilung hatte er die Möglichkeit zu relativ kontinuierlicher künstlerischer Arbeit.
1915 malte er für die Weihnachtsfeier der Verwundeten auf zwei Zeltbahnen die sogenannte Ostender Madonna, die bis 1937 als Leihgabe in der Berliner Nationalgalerie (Kronprinzenpalais) hing (1945 verbrannt). Nach Kriegsende 1918 wurde er Gründungsmitglied des „Arbeitsrats für Kunst“. Später wurde er Mitglied der Ankaufskommission der Nationalgalerie, womit er sich für die Belange seiner ehemaligen Weggefährten einsetzen konnte. 1919 zog er in eine Atelierwohnung in der Emser Straße 21 (Berlin-Wilmersdorf); in Osterholz kaufte er ein kleines Bauernhaus und baute sich ein Dachatelier aus, dort fertigte er auch Wandmalereien auf Holz, die später Renovierungsarbeiten zum Opfer fielen. Heckel nutzte die Arbeitsmöglichkeit an der Ostseeküste alljährlich einige Monate bis zum Jahr 1943.
Durch Ernst Morwitz, einen Juristen und Dichter, der zum engsten Zirkel um Stefan George gehörte und mit dem Heckel seit dem Krieg befreundet war, ergaben sich neue Bekanntschaften mit Menschen aus dem Freundeskreis des Dichters. 1922 bekam er den Auftrag, einen Raum im Angermuseum zu Erfurt mit einem Wandbildzyklus in Secco-Technik auszumalen. Sein Titel: Lebensstufen. Es ist die einzige Wandmalerei der Brücke-Künstler, die sich bis heute erhalten hat. Seit 1920 unternahm er alljährliche Arbeitsreisen mit reicher Aquarellausbeute: Alpen, Südfrankreich (1926, 1929), Italien, zahlreiche deutsche Landschaften und in den frühen 1940er-Jahren beispielsweise Kärnten. 1931 wurde eine große Heckel-Retrospektive in der Kunsthütte Chemnitz veranstaltet.
Durch seine Unterschrift unter den „Aufruf der Kulturschaffenden“ vom 19. August 1934 bekundete er öffentlich, dass er „zu des Führers Gefolgschaft“ gehörte.

### Bildverluste
Ab 1937 erhielt Heckel Ausstellungsverbot. Im Zuge der Aktion „Entartete Kunst“ wurden 729 seiner Arbeiten aus deutschen Museen beschlagnahmt und entfernt. Verluste sind auch durch die Bilderverbrennung am 20. März 1939 im Hof der Berliner Hauptfeuerwache zu beklagen, bei der insgesamt 1.004 Gemälde sowie 3.825 Aquarelle und Graphiken von verschiedenen Künstlern vernichtet wurden. Im Januar 1944 wurde Heckels Atelier in Berlin mitsamt zahlreichen Arbeiten durch einen Bombenangriff zerstört. Kurz nach Ende des Zweiten Weltkrieges gingen zusätzlich einige ausgelagerte Gemälde im Bergwerk in Neustaßfurt durch Brandstiftung verloren.
Das verloren geglaubte Gemälde Die Bedini-Truppe aus dem Jahr 1931 wurde 2022 im Rahmen von Restaurierungsarbeiten für eine Ausstellung der Landesbank Baden-Württemberg im Kunstmuseum Stuttgart wiederentdeckt. Es war auf der Rückseite eines anderen Werkes von Heckel befestigt.

### Zeit in Hemmenhofen am Bodensee
Nach einer behelfsmäßigen Unterkunft bei Bekannten fand Heckel im September 1944 Zuflucht in Hemmenhofen am Bodensee, wo er das direkt am See gelegene Sommerhaus des Ravensburger Architekten Heinrich Johann Wurm (1895–1984) bezog. Nach Kriegsende erhielt Heckel zwar verschiedene Aufforderungen und Angebote, nach Berlin zurückzukehren und ein Lehramt an der Hochschule der Künste zu übernehmen, doch er lehnte ab und blieb an diesem Ort bis zu seinem Lebensende. Von 1949 bis 1955 erhielt er einen Lehrauftrag an der Akademie der Bildenden Künste in Karlsruhe, wo er unter anderem Emil Wachter, Peter Dreher und Klaus Arnold unterrichtete. 1952 war er Juror der Kunstausstellung Eisen und Stahl.
Von 1952 bis 1960 war Heckel reguläres Vorstandsmitglied des Deutschen Künstlerbundes, anschließend Mitglied des Ehrenvorstandes bis 1969.
Von 1954 bis 1965 hielt er sich regelmäßig zu Arbeiten in der Bergwelt des Oberengadins auf, aber auch wieder an den norddeutschen Küsten, vor allem auf Sylt. Im Jahr 1955 war Erich Heckel Teilnehmer der documenta 1 in Kassel. Aus Anlass seines 70. und seines 80. Geburtstags wurden mehrere große Retrospektiven organisiert. Verschiedene öffentliche Ehrungen folgten.
Erich Heckel starb 1970 und wurde auf dem Friedhof in Hemmenhofen beigesetzt. Sein Grab wurde aber bereits aufgelassen. Eine Gedenktafel an der Friedhofsmauer in Hemmenhofen erinnert an Erich Heckel.

## Werk
Erich Heckels Werk erstreckt sich über sechs Jahrzehnte. 1964 erschien der Œuvre-Katalog seiner Druckgrafik (Dube) und 1965 eine Monografie von Paul Vogt mit dem Verzeichnis seiner Gemälde. In den letzten Lebensjahren übergab er einen Großteil seines Werks in Form von Schenkungen und Stiftungen an öffentliche Sammlungen, vor allem an das neu gegründete Brücke-Museum in Berlin.
Der Stil seiner frühen, pastosen Bilder ist angeregt von Vincent van Gogh und dem französischen Post-Impressionismus. Ab 1908/09 ist ein Übergang zu einer flächigen Malerei mit flüssigen Farben festzustellen. Um 1910 ist ein ausgeprägter Gruppenstil erreicht, der aber bis zur Auflösung der „Brücke“ zugunsten von Bildlösungen wieder aufgegeben wurde, die dem eigenen Temperament eher entsprechen. Die reinen Farben werden gebrochen, die Formen verwinkelt. Ein Bedürfnis nach psychologischer Durchdringung der Figuren ist zu spüren.
In der Druckgrafik (Holzschnitte, Lithografien und Radierungen) fand Heckel schon sehr früh zu hoher Eigenständigkeit. Einige seiner Holzschnitte zählen zu den stärksten Leistungen des deutschen Expressionismus.
Nach dem Ersten Weltkrieg entwickelte sich bei ihm eine neue, weltzugewandte Klassizität, die mit größerer Naturnähe und einer Aufhellung der Palette einhergeht. Der Bildaufbau verfestigte sich, das bildmäßig durchgearbeitete Landschaftsaquarell wird zur bevorzugten Gattung. Städte- und Hafenbilder entstehen. Daneben entwickelte er kontinuierlich das Thema der Akte am Strand bis in die 1930er Jahre. Außerdem fertigte er in dieser Zeit Blumenstillleben mit komplexen Bildhintergründen.
Im Spätwerk merkt man wieder eine stärkere Konzentration auf die Flächigkeit des Bildes, eine weitere Dämpfung des Kolorits. Die ornamentale Autonomie des Bildes erhält mehr Gewicht gegenüber der Wiedergabe des unmittelbaren Seherlebnisses.

### Gemälde (Auswahl)

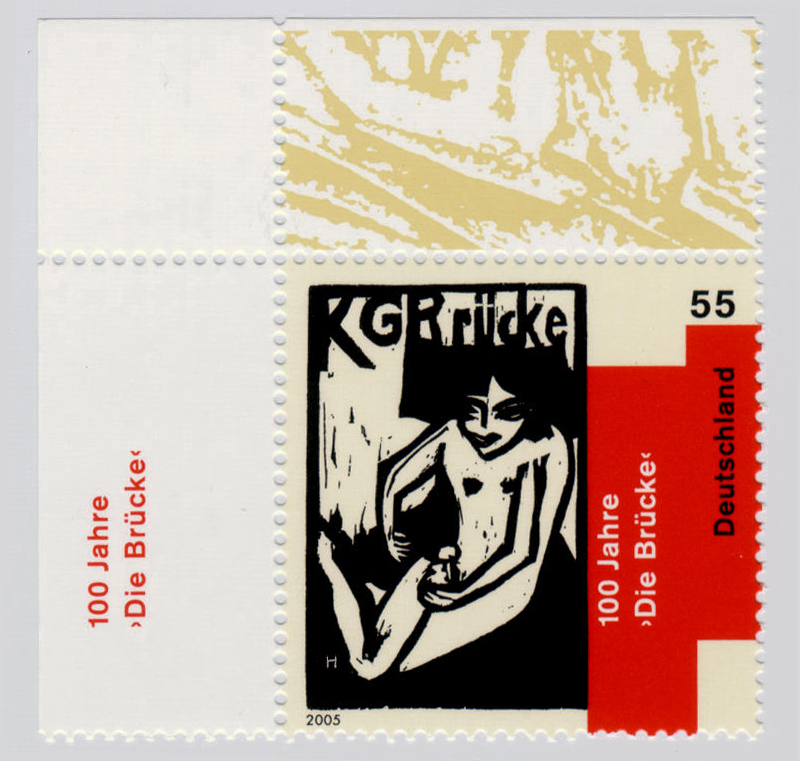
Briefmarke der Bundesrepublik Deutschland 2004, 100 Jahre Brücke: Sitzende Fränzi

- 1906: Mann in jungen Jahren (Selbstbildnis), Brücke-Museum, Berlin
- 1907: Ziegelei (Dangast), Museo Thyssen-Bornemisza, Madrid
- 1908: Rote Häuser, Kunsthalle Bielefeld, Bielefeld
- 1909: Junger Mann und Mädchen, Brücke-Museum, Berlin
- 1909: Liegendes Mädchen, Pinakothek der Moderne, München
- 1909: Windmühle bei Dangast (Windmühle in Dangast), Wilhelm Lehmbruck-Museum, Duisburg
- 1910: Schlafender Pechstein, Museum der Phantasie, Bernried
- 1910: Mädchen mit Puppe, Neue Galerie, New York
- 1910: Fasanenschlößchen bei Moritzburg, Museum Ludwig, Köln
- 1912: Sächsisches Dorf, Von der Heydt-Museum, Wuppertal
- 1911: Die Lesende, Brücke-Museum, Berlin[10]
- 1912: Zwei Männer am Tisch, Zu: Dostojewski Der Idiot, Hamburger Kunsthalle, Hamburg
- 1912: Szene am Meer (Badende Frauen), Von der Heydt-Museum, Wuppertal
- 1912: Zwei Mädchen, Von der Heydt-Museum, Wuppertal
- 1913: Genesende (Triptychon), Busch-Reisinger Museum, Cambridge/Mass., USA
- 1913: Laute spielendes Mädchen, Brücke-Museum, Berlin
- 1913: Gläserner Tag, Pinakothek der Moderne, München (davor Sammlung Heinrich Kirchhoff)
- 1913: Landschaft auf Alsen, Museum Folkwang, Essen
- 1913: Badende am Strand, Hessisches Landesmuseum Darmstadt
- 1914: Beim Vorlesen, Staatliche Galerie Moritzburg, Halle/Saale
- 1914: Irre beim Essen, Städtisches Museum Abteiberg, Mönchengladbach
- 1914: Nordküste an der Flensburger Außenförde, Museum Pfalzgalerie, Kaiserslautern
- 1916: Frühling in Flandern, Karl-Ernst-Osthaus-Museum, Hagen[11]
- 1916: Flandrische Ebene, Städtisches Museum Abteiberg, Mönchengladbach
- 1918: Frühlingslandschaft, Nationalgalerie, Berlin
- 1918: Wolkenschatten, Museumsberg Flensburg, Flensburg
- 1920: Tübingen, Brücke-Museum, Berlin
- 1922: Die Au, Brücke-Museum, Berlin
- 1923: Zwei Frauen, Privatsammlung, Jerusalem
- 1924: Gebirgslandschaft, Angermuseum, Erfurt
- 1924: Herbstlandschaft, Museumsberg Flensburg, Flensburg
- 1926: Drei Frauen am Strand, Privatsammlung, Norddeutschland
- 1927: Marienveste bei Würzburg, Nationalgalerie, Berlin
- 1928: Hamburger Hafen, Museum Folkwang, Essen
- 1928: Marstrand, Galerie Neher, Essen
- 1929: Mittelmeerhafen (Port Vendres), Museumsberg Flensburg, Flensburg
- 1931: Die Bedini-Truppe, Landesbank Baden-Württemberg, Stuttgart
- 1932: Sylter Dünen am Watt, Altonaer Museum, Hamburg
- 1932: Geißblatt, Hamburger Kunsthalle, Hamburg
- 1933: Badende vor steilem Ufer, Museumsberg Flensburg, Flensburg
- 1933: Herbstlandschaft, Tempera auf Pressplatte, 70 × 80 cm
- 1943: Herbst in Schleswig
- 1949: Selbstbildnis?, Städtische Galerie Karlsruhe, Karlsruhe
- 1951: Uferweg (in Hemmenhofen am Bodensee)
- 1954: Winterlandschaft in Angeln, Schleswig-Holsteinisches Landesmuseum Schloss Gottorf, Schleswig

### Druckgrafik
Aus dem reichen Bestand der Grafik (insgesamt 1073 registrierte Titel) seien nur einige der bekanntesten Holzschnitte aufgeführt, allesamt im Museum Folkwang, Essen, und im Brücke-Museum, Berlin.
- 1908: Fischermädchen
- 1909: Liegende (Farbdruck)
- 1909: Zwei ruhende Frauen (Farbdruck)
- 1910: Schlafende Negerin
- 1910: Fränzi liegend (Farbdruck)
- 1910: Stehendes Kind (Farbdruck)
- 1910: Kinder auf einer Bank (Holzschnitt)
- 1913: Weiße Pferde (Farbdruck)
- 1913: Hockende
- 1914: Schneetreiben
- 1917: Mann in der Ebene
- 1919: Männerbildnis (Farbdruck)

## Auszeichnungen
- 1953: Großes Verdienstkreuz des Verdienstordens der Bundesrepublik Deutschland
- 1957: Kunstpreis der Stadt Berlin
- 1961: Großer Kunstpreis des Landes Nordrhein-Westfalen
- 1962: Ehrenmitglied der Akademie der Bildenden Künste Nürnberg
- 1965: Verleihung der Ehrendoktorwürde der Christian-Albrechts-Universität zu Kiel
- 1967: Pour le mérite für Wissenschaft und Künste

Im Rahmen der Serie „Deutsche Malerei des 20. Jahrhunderts“ erschien 1994 eine 200-Pfennig-Sonderbriefmarke der Deutschen Bundespost mit dem Motiv Landschaft bei Dresden.

## Ausstellungen
- Oktober – November 1975: Otto-Richter-Halle, Würzburg
- 29. Juni – 29. September 2013: Erich Heckel. Der große Expressionist. Stadthalle Balingen.
- 17. Januar – 17. April 2016: Erich Heckel. 120 WERKE. Museum Gunzenhauser, Chemnitz[12]
- 26. März – 27. August 1923: „Erich Heckel – Holzschnitte 1905 bis 1965“ im Hesse Museum Gaienhofen.[13]
- 2023: Sammelausstellung, Säulen der Moderne, Galerie & Edition Bode, Nürnberg